# Université du Salento
L'université du Salento, (en italien, Università del Salento) est une université italienne, à Lecce, dans les Pouilles (exactement la région historique du Salento).
En 2015 elle a été classée 251-275 au monde par le Times Higher Education World University Rankings et cinquième en Italie.

## Historique
Elle est créée officiellement à la fin de 1955 avec la création de la Faculté du magistère. Lui succède celle de lettres et philosophie en 1957 mais la vraie reconnaissance juridique n'arrive qu'en 1959. Ce n'est qu'en 1967, qu'elle deviendra une université publique, après la création de la faculté de mathématiques, sciences physiques et naturelles, la même année.
Néanmoins ses origines académiques remontent au XVIIIe siècle[réf. souhaitée].
En 2006, les étudiants de cette université étaient environ 28 000.
Les formations sont : Droit, Ingénierie, Lettres et philosophie, Langues, Économie, Mathématiques et Sciences physiques et naturelles, Biens culturels, Sciences de la formation, Sciences sociales et politiques.
Autres formations : Informatique appliquée aux affaires, Droit des pays de la Méditerranée, Gestion du patrimoine culturel.
Une école supérieure, ISUFI, fait également partie de l'université de Lecce. Elle représente un centre important pour l'étude des nanotechnologies.